# Cisticola hunteri
Cisticola hunteri là một loài chim trong họ Cisticolidae.